# Marinho (football, 1990)
Pour les articles homonymes, voir Marinho.
Mário Sérgio Santos Costa, né le 29 mai 1990 à Penedo, Alagoa, communément appelé Marinho, est un footballeur brésilien qui joue comme attaquant pour Fortaleza

## Biographie
Marinho commence sa carrière à Fluminense, et a ensuite joué pour de nombreuses équipes au Brésil. Après un passage remarqué à Vitória, il est recruté par le club chinois de Changchun Yatai en 2017. Il revient l'année suivante au Brésil, à Grêmio, puis il signe à Santos en 2019.
Il y connaît une saison 2020 particulièrement prolifique, qui lui permet de remporter plusieurs récompenses individuelles telles que le footballeur sud-américain de l'année. 
En 2022, il signe à Flamengo.